# Берегове (Феодосійський район)
Берегове́ (до 1948 року — Кора́н-Елі́, крим. Qoran Eli) — село в Україні, у складі Феодосійського району Автономної Республіки Крим. Населення — 2 461 осіб.

## Географія
Розташоване за 6 км від центру Феодосії, на березі Феодосійської затоки Чорного моря, висота над рівнем моря становить 5 м. На схід розташоване солоне пересихаюче озеро Кучук-Аджіголь.

### Золотий пляж
Пляж селища Берегове — це найбільший за своєю довжиною і площею піщаний пляж Криму. Широка пляжна смуга, пологий берег і відсутність міського шуму, яскраво жовтий, дрібно перетертий пісок, по якому так приємно ходити босоніж, дрібне рівне дно і вода, яка дуже добре прогрівається біля берега.

### Клімат
Берегове — малий курортний центр Південно-Східного Криму. Висока сонячна інсоляція, майже завжди безхмарне небо, переважання вітрів комфортних швидкостей, освіжаючих бризів, наявність прекрасних мілководних піщаних пляжів, теплого моря роблять це селище особливо привабливим для дитячого та сімейного відпочинку. Клімат в Береговому перехідний від субтропічного середземноморського до помірного континентального. Середньомісячна температура в літні місяці до + 30С.

## Історія
Перше поселення на місці Берегового з'явилося ще в античну епоху — скіфське селище, що існувала в кінці IV ст. до н. е. — до III в. н. е. У середні віки, на тому ж місці в XV—XVII століттях також існувало поселення, залишене жителями з невстановленої поки причини.
Існує версія, що в 1792 році землі поблизу села Сариголь були подаровані Антоніо Коронеллі, але ордером князя Платона Зубова від 2 червня 1795 Коронеллі відведені  … стоять впусті землі Сімферопольскаго повіту при селі Куш …  сучасного Бахчисарайського району. Тому версія, що початкова назва села  Коронель — малоймовірна.
Перше відоме поселення на місці Берегового — зазначене на карті 1842 року хутір Ханджилева, позначений умовним знаком «мале село», тобто, менше 5 дворів, відзначений хутір, вже безіменний, і на триверстовій  мапі 1865—1876 року.
Село Коран-Елі вперше зустрічається в Списку населених пунктів Кримської АРСР по Всесоюзному перепису 17 грудня 1926, згідно з яким село Коран-Елі входило до складу Дально-Камишської сільради Феодосійського району. 15 вересня 1931 року Феодосійський район був скасований і село включили до складу Старо-Кримського, а з утворенням в 1935 році Кіровського — До складу нового району.
Указом Президії Верховної Ради РРФСР від 18 травня 1948 року, Коран-Елі перейменували в Берегове. З 10 серпня 1954 село — центр сільради ще Кіровського району. Указом Президії Верховної Ради УРСР «Про укрупнення сільських районів Кримської області», від 30 грудня 1962 Кіровський район був скасований і село приєднали до Ленінського району . 1 січня 1965 року, указом Президії ВР УРСР «Про внесення змін до адміністративного районування УРСР — по Кримській області», знову включили до складу Кіровського .
До складу Феодосійської міськради передано після 1 червня 1977 року, оскільки на цю дату ще значилося в Кіровському районі.

## Символіка
Прапор та герб села депутати Берегової сільради затвердили у 2009 році. Герб та прапор протягом трьох місяців розробляли севастопольські фахівці з геральдики. Автор прапора — Олег Маскевич.
Червоний колір — колір благополуччя і впевненості в завтрашньому дні. Корона і голуби є елементами родового герба Антоніо Коронеллі, якому за однією з версій були подаровані землі Берегового в знак величезних заслуг роду Коронеллі перед Російською державою. Проте, у цій версії не має документальних доказів. Галера відображає давню історію навколишніх земель, давні традиції мореплавання в затоці Феодосії.